# スーパー・チーフ

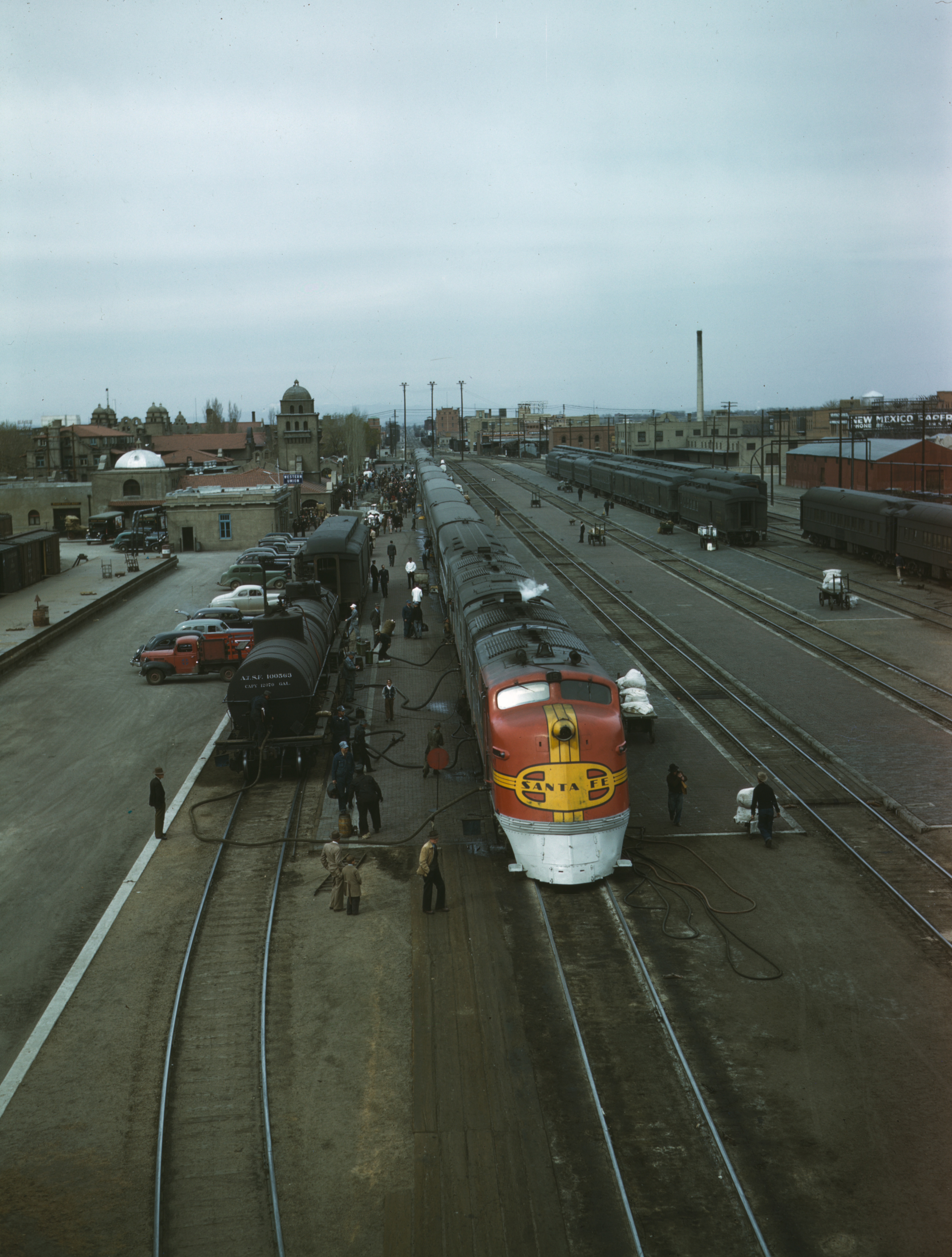
アルバカーキで給油中の
スーパーチーフ（1943年）
太平洋沿いを通るため、前照灯には日本軍の空襲に備えた灯火管制用フードが追加されている。

スーパー・チーフ(Super Chief)は17.18列車として1936年から1971年までアッチソン・トピカ・アンド・サンタフェ鉄道 (Atchison, Topeka and Santa Fe Railway 略称AT＆SF)がシカゴ(Chicago, Illinois)とカリフォルニア州ロサンゼルス(Los Angeles, California)間に運行していた代表的な大陸横断の旅客列車。

## 概要
1930年代中頃、シカゴ・ロサンゼルス区間にはチーフ(Chief)・カリフォルニア特急(California Limited)・グランドキャニオン(Grand Canyon Limited)などが運行されていたが、スーパー・チーフ(Super Chief)は最新・最高級の流線型列車として登場した。
ユニオン・パシフィック鉄道(Union Pacific Railroad)・シカゴ・アンド・ノース・ウェスタン鉄道(Chicago and North Western Railway)によるシティ・オブ・ロサンゼルス(City of Los Angeles)、シカゴ・ロック・アイランド・アンド・パシフィック鉄道(Chicago, Rock Island and Pacific Railroad)とサザン・パシフィック鉄道(Southern Pacific Railroad)が提携運行したゴールデン・ステート(Golden State)と競合関係にあった。
プルマン寝台車のみを連結する寝台列車 "all-Pullman" 列車で、ハリウッド(Hollywood)を経由することから、俳優などの映画関係者の利用も多く"The Train of the Stars" と呼ばれたが、末期は座席車主体のエル・キャピタン(El Capitan)と統合され運行された。
1971年の全米鉄道旅客輸送公社・アムトラック(National Railroad Passenger Corporation)の発足に伴い、スーパー・チーフ(Super Chief)の運行はそのまま引き継がれた。しかし、車両編成に変化が生じ、スーパーチーフ(Super Chief)の寝台車両とエル・キャピタン(El Capitan)の2階建て座席車という編成に変化はなかったが、サービス合理化の観点から別々に連結されていた食堂車が統合され、両列車間の行き来が可能になった。
サービスの質が低下したと思われたため、アッチソン・トピカ・アンド・サンタフェ鉄道 (AT＆SF)は、1974年にアムトラックにスーパー・チーフ(Super Chief)とエル・キャピタン(El Capitan)の名称を使うことを禁じ、サウスウェストリミテッド(Southwest Limited)が新たに運行されたが、1984年以降はサウスウェスト・チーフ(Southwest Chief)に変更され、伝統あるチーフ(Chief)の名前が復活した。

## 歴史

### 年表
- 1936年: シカゴ・ロサンゼルス間週1往復運行開始、所要時間39時間49分
- 1937年: バッドが製造したステンレス鋼製の軽量車両に置換え
- 1938年: 週2往復に増発
- 1942年: 戦時輸送のため、所要時間が41時間45分に
- 1946年: 戦争終了により所要時間が39時間45分に、シカゴ、ロサンゼルス隔日相互発着に増発
- 1948年: 毎日運行開始
- 1950年～1951年: 寝台車・食堂車を増備、2階建てのドーム・ラウンジ(Pleasure Dome)を導入
- 1957年: 閑散期の運行をエル・キャピタン(El Capitan)と統合、所要時間39時間30分に短縮
- 1971年: 全米鉄道旅客輸送公社・アムトラック(National Railroad Passenger Corporation)の発足により、アムトラックに運行継承
- 1974年: アムトラック、スーパー・チーフ/エル・キャピタン(Super Chief/El Capitan)をサウスウェストリミテッド(Southwest Limited)に変更

### 1947年4月9日の編成（ロサンゼルス発シカゴ行き・アルバカーキー到着時）
| 使用車両   | 車両愛称・形式      | 車種                                                                             |
| ---------- | ------------------- | -------------------------------------------------------------------------------- |
| AT＆SF16L  | F3Aディーゼル機関車 | ディーゼル機関車                                                                 |
| AT＆SF16A  | F3Bディーゼル機関車 | ディーゼル機関車                                                                 |
| AT＆SF16B  | F3Bディーゼル機関車 | ディーゼル機関車                                                                 |
| AT＆SF16C  | F3Aディーゼル機関車 | ディーゼル機関車                                                                 |
| AT＆SF3434 |                     | バゲージ（荷物車）                                                               |
| AT＆SF1386 | SAN CLEMENTE        | バゲージ・ドミトリー・ビッフェットラウンジ（荷物・乗務員車・ビッフェ・ラウンジ） |
| AT＆SF     | TOREVA              | 寝台車（8セクション・2コンパートメント・2ダブルベッドルーム）                    |
| AT＆SF     | CHIMAYO             | 寝台車（17ルーメット）                                                           |
| AT＆SF     | PARIA               | 寝台車（17ルーメット）                                                           |
| AT＆SF     | TAPACIPA            | 寝台車（4ダブルベッドルーム・4コンパートメント・2デュリューイングルーム）        |
| AT＆SF     | HOTEVILLA           | 寝台車（4ダブルベッドルーム・4コンパートメント・2デュリューイングルーム）        |
| AT＆SF1391 |                     | ドミトリー・ビッフェットラウンジ（乗務員車・ビッフェ・ラウンジ）                 |
| AT＆SF1496 |                     | ダイニング（食堂車）                                                             |
| AT＆SF     | SAYDATOH            | 寝台車（4ダブルベッドルーム・4コンパートメント・2デュリューイングルーム）        |
| AT＆SF     | TALWIWI             | 寝台車（8セクション・2コンパートメント・2ダブルベッドルーム）                    |
| AT＆SF     | SEBOYETA            | 寝台車（4ダブルベッドルーム・4コンパートメント・2デュリューイングルーム）        |
| AT＆SF     | PUYE                | 寝台（4ダブルベッドルーム・1ダブルベッドルーム）・展望ラウンジ車                 |

### 1970年4月3日の編成「エル・キャピタン(El Capitan)を併結」（シカゴ発ロサンゼルス行き・カンザスシティ出発時）
| 使用車両   | 車両愛称・形式       | 車種                                                                      |
| ---------- | -------------------- | ------------------------------------------------------------------------- |
| AT＆SF5947 | FP45ディーゼル機関車 | ディーゼル機関車                                                          |
| AT＆SF5921 | F45ディーゼル機関車  | ディーゼル機関車                                                          |
| AT＆SF5938 | F45ディーゼル機関車  | ディーゼル機関車                                                          |
| AT＆SF137  |                      | スチーム・ジュネレーター（暖房車）                                        |
| AT＆SF3553 |                      | バゲージ（荷物車）                                                        |
| AT＆SF3481 |                      | バゲージ・ドミトリー（荷物・乗務員車）                                    |
| AT＆SF545  |                      | ハイレベル・コーチ（2階建座席車）                                         |
| AT＆SF735  |                      | ハイレベル・コーチ（2階建座席車）                                         |
| AT＆SF727  |                      | ハイレベル・コーチ（2階建座席車）                                         |
| AT＆SF653  |                      | ハイレベル・ダイニング（食堂車）                                          |
| AT＆SF575  |                      | ハイレベル・ビッフェ・ラウンジ                                            |
| AT＆SF718  |                      | ハイレベル・コーチ（2階建座席車）                                         |
| AT＆SF700  |                      | ハイレベル・コーチ（2階建座席車）                                         |
| AT＆SF701  |                      | ハイレベル・コーチ（2階建座席車）                                         |
| AT＆SF538  |                      | ハイレベル・コーチ（2階建座席車）                                         |
| AT＆SF1835 | REGAL VALE           | 寝台車（4ダブルベッドルーム・4コンパートメント・2デュリューイングルーム） |
| AT＆SF1635 | PINE LEAF            | 寝台車（10ルーメット・6ダブルベッドルーム）                               |
| AT＆SF911  | INDIAN SONG          | 寝台車（11ダブルベッドルーム）                                            |
| AT＆SF502  |                      | ドーム・ビッフェット・ラウンジ（展望・食堂車）                            |
| AT＆SF605  |                      | ダイニング（食堂車）                                                      |
| AT＆SF907  | INDIAN MAID          | 寝台車（11ダブルベッドルーム）                                            |
| AT＆SF1613 | PALM VIEW            | 寝台車（10ルーメット・6ダブルベッドルーム）                               |

## チーフ(Chief)の名を冠した列車
- チーフ(Chief) （シカゴ - ロサンゼルス）
- カンザスシティ・チーフ(Kansas City Chief) （シカゴ - カンザスシティ）
- サンフランシスコ・チーフ(San Francisco Chief) （シカゴ - リッチモンド・サンフランシスコ）
- テキサス・チーフ(Texas Chief) （シカゴ - ガルベストン）